# U-457 (tàu ngầm Đức)
U-457 là một tàu ngầm tấn công  Lớp Type VII thuộc phân lớp Type VIIC được Hải quân Đức Quốc Xã chế tạo trong Chiến tranh Thế giới thứ hai. Nhập biên chế năm 1941, nó đã thực hiện được ba chuyến tuần tra, đánh chìm được hai tàu buôn với tổng tải trọng 15.593 GRT, đồng thời gây hư hại cho một tàu buôn khác tải trọng 8.939 GRT. Trong chuyến tuần tra cuối cùng, U-457 bị tàu khu trục HMS Impulsive của Hải quân Hoàng gia Anh đánh chìm trong biển Na Uy vào ngày 16 tháng 9, 1942.

## Thiết kế và chế tạo

### Thiết kế

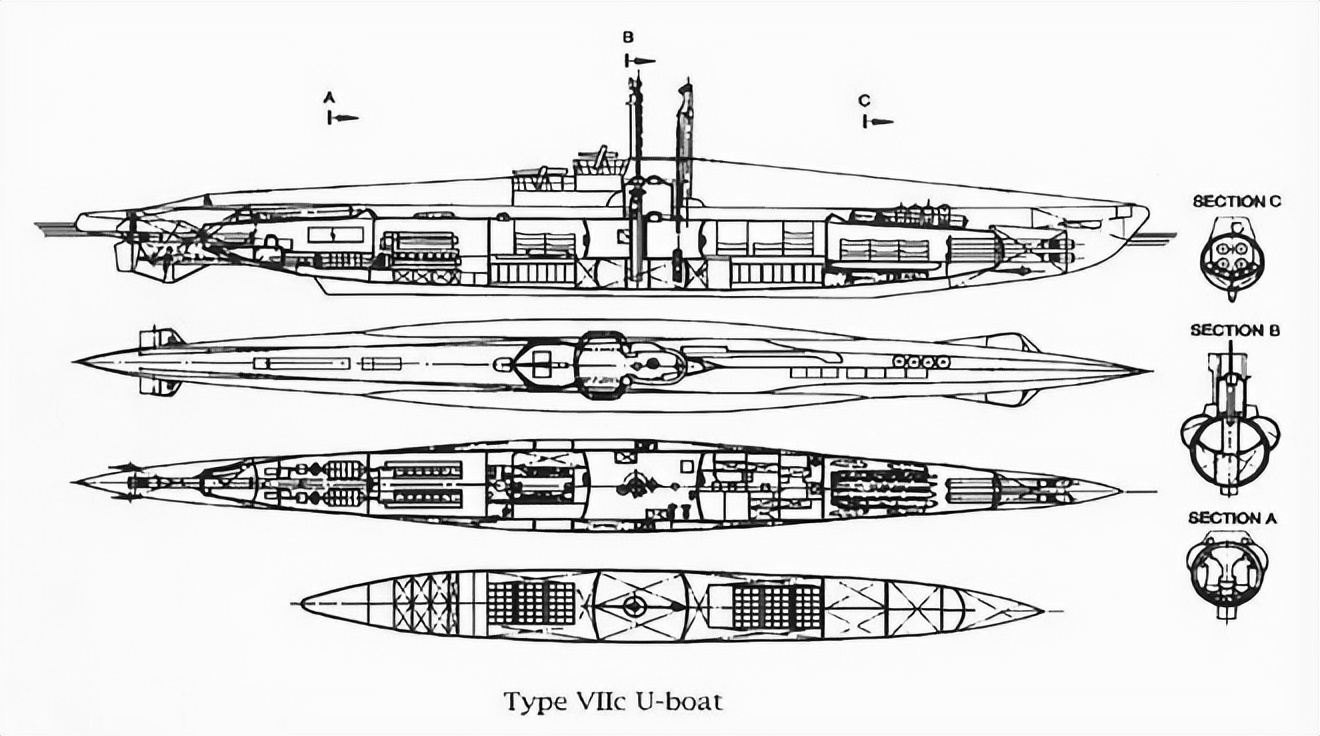
Sơ đồ các mặt cắt một tàu ngầm Type VIIC

Phân lớp VIIC của Tàu ngầm Type VII là một phiên bản VIIB được kéo dài thêm. Chúng có trọng lượng choán nước 769 t (757 tấn Anh) khi nổi và 871 t (857 tấn Anh) khi lặn). Con tàu có chiều dài chung 67,10 m (220 ft 2 in), lớp vỏ trong chịu áp lực dài 50,50 m (165 ft 8 in), mạn tàu rộng 6,20 m (20 ft 4 in), chiều cao 9,60 m (31 ft 6 in) và mớn nước 4,74 m (15 ft 7 in).
Chúng trang bị hai động cơ diesel Germaniawerft F46 siêu tăng áp 6-xy lanh 4 thì, tổng công suất 2.800–3.200 PS (2.100–2.400 kW; 2.800–3.200 bhp), dẫn động hai trục chân vịt đường kính 1,23 m (4,0 ft), cho phép đạt tốc độ tối đa 17,7 kn (32,8 km/h), và tầm hoạt động tối đa 8.500 nmi (15.700 km) khi đi tốc độ đường trường 10 kn (19 km/h). Khi đi ngầm dưới nước, chúng sử dụng hai động cơ/máy phát điện Garbe, Lahmeyer & Co. RP 137/c  tổng công suất 750 PS (550 kW; 740 shp). Tốc độ tối đa khi lặn là 7,6 kn (14,1 km/h), và tầm hoạt động 80 nmi (150 km) ở tốc độ 4 kn (7,4 km/h). Con tàu có khả năng lặn sâu đến 230 m (750 ft).
Vũ khí trang bị có năm ống phóng ngư lôi 53,3 cm (21 in), bao gồm bốn ống trước mũi và một ống phía đuôi, và mang theo tổng cộng 14 quả ngư lôi, hoặc tối đa 22 quả thủy lôi TMA, hoặc 33 quả TMB. Tàu ngầm Type VIIC bố trí một hải pháo 8,8 cm SK C/35 cùng một pháo phòng không 2 cm (0,79 in) trên boong tàu. Thủy thủ đoàn bao gồm 4 sĩ quan và 40-56 thủy thủ.

### Chế tạo
U-457 được đặt hàng vào ngày 16 tháng 10, 1940, và được đặt lườn tại xưởng tàu của hãng Deutsche Werke AG ở Kiel vào ngày 26 tháng 10, 1940. Nó được hạ thủy vào ngày 4 tháng 10, 1941, và nhập biên chế cùng Hải quân Đức Quốc Xã vào ngày 5 tháng 11, 1941 dưới quyền chỉ huy của Hạm trưởng, Thiếu tá Hải quân Karl Brandenburg.

## Lịch sử hoạt động
Sau khi hoàn tất việc huấn luyện trong thành phần Chi hạm đội U-boat 6, U-457 được điều sang Chi hạm đội U-boat 3 từ ngày 1 tháng 7, 1942 để hoạt động trên tuyến đầu cho đến khi bị mất.

### Chuyến tuần tra thứ nhất
U-457 đã di chuyển từ cảng Kiel, Đức đến cảng Trondheim, Na Uy vào cuối tháng 5, 1942, rồi xuất phát từ đây vào ngày 28 tháng 6 cho chuyến tuần tra đầu tiên trong chiến tranh. Con tàu đã hoạt động trong biển Na Uy trước khi tiến vào vùng biển Barents. Ở vị trí cách 35 nmi (65 km) về phía Đông đảo Bear vào ngày 4 tháng 7, nó đã tấn công chiếc tàu buôn Hoa Kỳ Christopher Newport 7.191 GRT thuộc Đoàn tàu PQ-17, vốn đã bị hư hại do trúng ngư lôi từ máy bay ném bom Đức trước đó. Quả ngư lôi của U-457 đã đánh chìm chiếc tàu buôn Hoa Kỳ tại tọa độ 75°49′B 22°25′Đ / 75,817°B 22,417°Đ.
Chiếc tàu ngầm tiếp tục truy đuổi Đoàn tàu PQ-17, và ba ngày sau đó 7 tháng 7, lại tiếp tục tấn công tàu tiếp dầu hạm đội Anh RFA Aldersdale 7.191 GRT, một thành viên khác của Đoàn tàu PQ-17 và cũng bị hư hại nặng do trúng bom từ máy bay ném bom Đức. U-457 tấn công Aldersdale với 75 phát đạn pháo các cỡ, nhưng không thể đánh chìm mục tiêu, nên cuối cùng phải phóng một quả ngư lôi. Aldersdale vỡ làm đôi và đắm tại tọa độ 75°00′B 45°00′Đ / 75°B 45°Đ. U-457 kết thúc chuyến tuần tra tại Narvik vào ngày 16 tháng 7. Sau đó con tàu di chuyển từ cảng Narvik trở lại cảng Trondheim.

### Chuyến tuần tra thứ hai
U-457 xuất phát từ cảng Narvik vào ngày 8 tháng 8 cho chuyến tuần tra thứ hai, và đã hoạt động về phía Bắc biển Na Uy cho đến tận phía Nam đảo Svalbard, và trong vùng eo biển Đan Mạch giữa Iceland và Greenland. Chiếc tàu ngầm không đánh chìm được mục tiêu nào, và quay trở về Trondheim vào ngày 7 tháng 9.

### Chuyến tuần tra thứ ba – Bị mất
U-457 xuất phát từ cảng Narvik vào ngày 10 tháng 9 cho chuyến tuần tra thứ ba, cũng là chuyến cuối cùng, để tiếp tục hoạt động trong biển Na Uy cho đến phía Nam đảo Svalbard Tại đây vào ngày 14 tháng 9, nó đã tấn công Đoàn tàu PQ-18 và gây hư hại cho chiếc tàu chở dầu Anh Atheltemplar 8.939 GRT. Hai ngày sau đó, 16 tháng 9, chiếc U-boat bị tàu khu trục HMS Impulsive của Hải quân Hoàng gia Anh đánh chìm bằng mìn sâu trong biển Barents về phía Tây quần đảo Novaya Zemlya, tại tọa độ 75°05′B 43°15′Đ / 75,083°B 43,25°Đ. Toàn bộ 45 thành viên thủy thủ đoàn của U-457 đều đã tử trận.

### "Bầy sói" tham gia
U-457 từng tham gia hai bầy sói:
- Eisteufel (30 tháng 6 – 12 tháng 7, 1942)
- Trägertod (12 – 16 tháng 9, 1942)

### Tóm tắt chiến công
U-457 đã đánh chìm hai tàu buôn với tổng tải trọng 15.593 GRT, và gây hư hại cho một tàu buôn tải trọng 8.939 GRT:
| Ngày             | Tên tàu             | Quốc tịch              | Tải trọng | Số phận      |
| ---------------- | ------------------- | ---------------------- | --------- | ------------ |
| 4 tháng 7, 1942  | Christopher Newport | United States          | 7.191     | Bị đánh chìm |
| 7 tháng 7, 1942  | RFA Aldersdale      | Hải quân Hoàng gia Anh | 8.402     | Bị đánh chìm |
| 14 tháng 9, 1942 | Atheltemplar        | Anh Quốc               | 8.939     | Bị hư hại    |